# Kobrow
Kobrow es un municipio situado en el distrito de Ludwigslust-Parchim, en el estado federado de Mecklemburgo-Pomerania Occidental (Alemania), a una altitud de 35 metros. Su población a finales de 2016 era de 420 habs. y su densidad poblacional, 11 hab/km².
Se encuentra ubicado junto a la frontera con el estado de Mecklemburgo Noroccidental.